# Juan Sandoval Íñiguez
Juan Sandoval Íñiguez (ur. 28 marca 1933 w Yahualica), meksykański duchowny katolicki, emerytowany arcybiskup Guadalajary, kardynał.

## Życiorys
Studiował w seminarium w Guadalajarze, przyjął święcenia kapłańskie 27 października 1957 w Rzymie z rąk Antonio Samorè. Kontynuował następnie w Rzymie studia, obronił doktorat z teologii na Papieskim Uniwersytecie Gregoriańskim (1961). Po powrocie do archidiecezji Guadalajara pracował jako duszpasterz, był dyrektorem duchowym i prefektem ds. dyscypliny miejscowego seminarium, a także wicerektorem (p.o. rektora) i rektorem seminarium w Tapalpa. Wchodził w skład rady prezbiterów archidiecezji Guadalajara, przez pewien czas pełnił funkcję przewodniczącego.
3 marca 1988 został mianowany biskupem-koadiutorem Ciudad Juárez, przyjął sakrę 30 kwietnia 1988 z rąk Manuela Talamása Camadariego, biskupa Ciudad Juárez. Przejął kierowanie diecezją w kwietniu 1992. Dwa lata później, w kwietniu 1994, został promowany na arcybiskupa Guadalajary. W listopadzie 1994 Jan Paweł II wyniósł go do godności kardynalskiej, nadając tytuł prezbitera Nostra Signora di Guadalupe e S. Filippo Martire in Via Aurelia.
Kardynał Sandoval Íñiguez brał udział w sesjach Światowego Synodu Biskupów w Watykanie (na sesji specjalnej, poświęconej Kościołowi w Ameryce od listopada do grudnia 1997, pełnił funkcję relatora generalnego), IV Konferencji Generalnej Episkopatów Latynoamerykańskich w Santo Domingo (Dominikana, październik 1992), a także pracach Rady Kardynalskiej ds. badania Organizacyjnych i Ekonomicznych Problemów Stolicy Świętej (od listopada 1995). Był prezydentem-delegatem XI sesji zwykłej Światowego Synodu Biskupów, która odbyła się w październiku 2005 w Watykanie. Uczestniczył także w V Konferencji Ogólnej Episkopatów Ameryki Łacińskiej w maju 2007 w Aparecida.
7 grudnia 2011 przeszedł na emeryturę, a jego następcą został kardynał Francisco Robles Ortega.
Uczestnik konklawe 2005 i konklawe 2013 roku.
28 marca 2013 w związku z ukończeniem 80 roku życia utracił prawo do czynnego uczestniczenia w przyszłych konklawe.